# Just Because!
Just Because! là một bộ anime truyền hình của Nhật Bản do Kamoshida Hajime (tác giả của bộ light novel Sakurasō no Pet na Kanojo) phối hợp cùng Himura Kiseki (tác giả của bộ sưu tập Getsuyōbi no Tawawa) sáng tác và Hãng phim Pine Jam sản xuất. Sentai Filmworks đã cấp phép cho bộ phim và phát hành nó trên dịch vụ Anime Strike của Amazon ở Hoa Kỳ.

## Cốt truyện
Vào mùa đông năm thứ ba của trường cao trung mà họ học, khi học kỳ hai sắp kết thúc. Thời gian còn ngồi trên ghế nhà trường cũng không còn nhiều nữa khi ngày tốt nghiệp đang đến gần hơn, cho đến khi cậu ấy đột nhiên quay trở về. Cậu là bạn cùng lớp với họ hồi sơ trung nhưng đã chuyển trường đến một nơi rất xa. Cậu quay trở lại vào một thời điểm kì lạ, và họ đã được hội ngộ cùng nhau. Việc cậu quay trở lại như bắt đầu các cảm xúc trong lòng các cô cậu bạn học sinh, ngay khi họ vừa nghĩ thời học sinh của họ sắp kết thúc rồi.

## Nhân vật

### Nhân vật chính
Izumi Eita (泉 瑛太)
Lồng tiếng bởi: Ichikawa Aoi
Là một học sinh chuyển trường và đã quay trở lại quê nhà sau bốn năm. Vì công việc của cha anh ta thường xuyên phải di chuyển nên Eita thường phải chuyển trường. Anh ấy đã từng tham gia câu lạc bộ bóng chày cùng với Haruto hồi trung học.
Natsume Mio (夏目 美緒)
Lồng tiếng bởi: Isobe Karin
Mio là bạn học của Eita và Haruto hồi trung học đồng thời là nguyên chủ tịch hội học sinh. Cô dự định ghi danh vào đại học và đang học tập chăm chỉ để thực hiện điều đó. Tình cảm không được đáp lại của cô về Haruto từ thời cấp hai vẫn còn ảnh hưởng đến cô.
Sōma Haruto (相馬 陽斗)
Lồng tiếng bởi: Murata Taishi
Là một thành viên của đội bóng chày, đã có được một việc làm sau khi tốt nghiệp. Anh ấy và Eita là bạn thời thơ ấu. Anh ấy có tình cảm với Hazuki và đã thổ lộ với cô nhưng bị cô từ chối vào lần đầu tiên, Tuy nhiên điều này đã thay đổi trong suốt bộ phim. Hazuki nói với Haruto rằng cô ấy sẽ không hẹn hò với anh cho đến khi cô lên đại học và Haruto tìm được công việc ổn định nếu anh vẫn còn yêu cô.
Morikawa Hazuki (森川 葉月)
Lồng tiếng bởi: Yoshino Yuna
Hazuki là một thành viên của ban nhạc trường, nó đồng thời quyết định trường đại học mà cô thích. Cô ấy không nổi bật trong lớp, và có vẻ như không quan tâm đến những mối quan hệ lãng mạn. Haruto có tình cảm với cô và đã thổ lộ với cô nhưng bị cô từ chối vào lần đầu tiên. Tuy nhiên điều này đã thay đổi trong suốt bộ phim. Cô nói với Haruto rằng cô sẽ không hẹn hò với anh cho đến khi cô ổn định cuộc sống ở trường đại học và Haruto tìm được công việc ổn định nếu tình cảm của anh dành cho cô vẫn không thay đổi.
Komiya Ena (小宮 惠那 Komiya Ena)
Lồng tiếng bởi: Lynn
Ena là một học sinh năm hai và là một thành viên của câu lạc bộ nhiếp ảnh sắp phải giải tán. Để cứu câu lạc bộ, cô dự định sẽ tham dự một cuộc thi nhiếp ảnh. Sau đó, cô nảy sinh tình cảm với Eita.

### Nhân vật phụ
Inui Yoriko (乾 依子)
Lồng tiếng bởi: Sakuraba Arisa
Là bạn thân của Hazuki, đôi khi lại nói chuyện với cô ấy.
Takahashi Sanae (高橋 早苗)
Lồng tiếng bởi: Nukui Yuka
Suzuki Momoka (鈴木 桃花)
Lồng tiếng bởi: Kondo Reina
Satō Mayuko (佐藤 真由子)
Lồng tiếng bởi: Sayaka Senbongi
Saruwatari Junpei (猿渡 順平)
Lồng tiếng bởi: Amasaki Kōhei
Là bạn thân của Haruto.
Ishigaki Rikuto (石垣 陸生)
Lồng tiếng bởi: Yamamoto Shōta
Là bạn thân của Haruto.
Shimizu Tōru (清水 徹)
Lồng tiếng bởi: Yanagita Junichi
Yamaguchi Kaoru (山口 薫)
Lồng tiếng bởi: Kobayashi Daiki
Thầy Watanabe (渡辺先生 Watanabe Sensei)
Lồng tiếng bởi: Okawa Toru
Giáo viên chủ nhiệm của lớp mà Mio và Haruto đang học.

## Đa phương tiện

### Anime

Biểu trưng của bộ phim

Lúc đầu, dự án được coi như một trò đùa ngày cá tháng Tư năm 2017 với tựa đề April 1st The Animation (tạm dịch là Hoạt hình ngày một tháng tư). Sau đó, nó đã được xác nhận là có thật trong số ra tháng 6 của Tạp chí Megami của Gakken.
Himura Kiseki thiết kế nhân vật, Kobayashi Atsushi đạo diễn kịch bản phim của Kamoshida Hajime. Yoshii Hiroyuki điều chỉnh nét vẽ của Kiseki thành hoạt hình. Fukunaga Keisuke xuất bản loạt truyện. Pine Jam sản xuất bộ phim. Bộ phim lên sóng từ ngày 5 tháng 10 đến ngày 28 tháng 12 năm 2017 trên các đài AT-X, Tokyo MX, TV Kanagawa, MBS, và BS Fuji Anime Guild. Yanagi Nagi đóng vai trò nhà sản xuất âm nhạc và đồng thời thể hiện bài hát mở đầu với tiêu đề "Over and Over", trong khi Isobe Karin, Yoshino Yuna, và Lynn thể hiện bài hát kết thúc có tên là "behind". Sentai Filmworks đã có giấy phép loạt phim này và phát luồng (stream) nó trên dịch vụ Anime Strike của Amazon ở Hoa Kỳ. Sentai đã ra mắt bản Blu-ray lồng tiếng Anh của bộ phim để xem tại nhà vào ngày 12 tháng 2 năm 2019.

#### Danh sách tập
| Tập | Tiêu đề              | Đạo diễn                                          | Ngày chính thức phát sóng |
| --- | -------------------- | ------------------------------------------------- | ------------------------- |
| 1 | "On your marks!"     | Sunouchi Yūsuke                                   | Ngày 5 tháng 10 năm 2017  |
| Izumi Eita chuyển đến một trường cao trung mới. Khi đến để đăng ký, anh gặp người bạn thời thơ ấu của mình, Soma Haruto. Họ chơi một trận bóng chày sau khi Haruto tiết lộ rằng Natsume Mio (Bạn thuở nhỏ của Eita và là người mà Eita thích thầm) cũng học trường này. |                      |                                                   |                           |
| 2 | "Question"           | Koga Kazuomi Hatano Kōhei Muroya Yasushi          | Ngày 12 tháng 10 năm 2017 |
| Hazuki đưa em trai mình đi cùng Haruto đến thủy cung. Những người bạn còn lại tham gia với họ và họ dành thời gian cùng với nhau. |                      |                                                   |                           |
| 3 | "Andante"            | Murakami Tsutomu                                  | Ngày 19 tháng 10 năm 2017 |
| Mọi người kết nối lại với nhau sau chuyến đi đến thủy cung nhưng mọi thứ lại bất ngờ rẽ sang một hướng khác khi mà Ena lại quan tâm đến Eita. |                      |                                                   |                           |
| 4 | "Full swing"         | Miura Kei                                         | Ngày 26 tháng 10 năm 2017 |
| Tất cả họ dự định sẽ đi chơi ở nhà thờ để chúc mừng năm mới. Hazuki và Haruto không biết rằng Eita và Mio đã cố tình tách riêng ra. Cả hai kết thúc một mình, trong khi Eita và Mio có một cuộc cãi vã. Haruto thổ lộ và bị từ chối, trong khi Eita và Mio cãi nhau khiến Eita vô tình tiết lộ cảm xúc của mình đối với Mio. |                      |                                                   |                           |
| 5 | "Rolling stones"     | Hayashi Naotaka Koga Kazuomi                      | Ngày 2 tháng 11 năm 2017  |
| Mọi thứ thay đổi giữa Haruto và Hazuki khi mà cả hai đều cố gắng giải quyết vấn đề theo cách riêng của họ. Mio, mặt khác, đang cố gắng để bằng lòng với những cảm xúc của mình. |                      |                                                   |                           |
| 6 | "Restart"            | Hayashi Naotaka Koga Kazuomi                      | Ngày 9 tháng 11 năm 2017  |
| Căng thẳng ngày càng gia tăng, khi Haruto tìm kiếm sự hướng dẫn từ Eita về cách trả lời tin nhắn của Hazuki. |                      |                                                   |                           |
| 7 | "Snow day"           | Takano Yayoi Koga Kazuomi                         | Ngày 23 tháng 11 năm 2017 |
| Mio nhớ lại sự tốt bụng của Eita hồi trung học và bắt đầu đặt câu hỏi về mối quan hệ của cô với anh. |                      |                                                   |                           |
| 8 | "High Dynamic Range" | Sasaki Sumito                                     | Ngày 30 tháng 11 năm 2017 |
| Ena cuối cùng quyết định yêu cầu Eita hẹn hò với mình mặc dù bị Mio phản đối. Mọi thứ dường như phát triển tốt cho đến khi Mio va vào họ. |                      |                                                   |                           |
| 9 | "Answer"             | Koga Kazuomi Yoneda Mitsuhiro                     | Ngày 7 tháng 12 năm 2017  |
| Mio cuối cùng chọn cách đối mặt với cảm xúc của mình. Trong khi đó, Eita đang cố giải quyết tình trạng tiến thoái lưỡng nan của mình với Ena. |                      |                                                   |                           |
| 10 | "Childhood's end"    | Takamura Yūta Hayashi Naotaka                     | Ngày 14 tháng 12 năm 2017 |
| 11 | "Roundabout"         | Koga Kazuomi Sunouchi Yūsuke                      | Ngày 21 tháng 12 năm 2017 |
| Komiya nói với Eita rằng cô sẽ thổ lộ với anh sau khi anh vượt qua kỳ thi tuyển sinh và anh đồng ý. Eita và Soma gặp nhau và Soma nói với Eita những gì đã xảy ra giữa anh và Morikawa. Eita nói với Soma rằng anh sẽ thổ lộ tình cảm của mình với Mio nếu anh thi đỗ. Đêm đó, chị gái của Mio gặp Eita và họ nói chuyện với nhau. Cô biết được rằng Eita sẽ thi vào trường đại học Joei. Khi cô về nhà, cô đã nói với Mio những gì cô biết và hứa sẽ không nói cho Eita. Cuối cùng, ngày thi của Eita và Mio đã đến. Trong khi nói chuyện ở trường, Soma nói với Morikawa rằng Eita thi vào trường đại học Joei và Morikawa nói với anh rằng Mio đã thi vào trường khác và không còn kiểm tra ở đó nữa. Soma không kịp thông báo điều này với Eita. Cuối cùng, kết quả cũng đến. Mio đã vượt qua kì thi, còn Eita thì vẫn chưa rõ. |                      |                                                   |                           |
| 12 | "Get set, go!"       | Kobayashi Atsushi Kawabata Erkin Yoneda Mitsuhiro | Ngày 28 tháng 12 năm 2017 |
| Eita đã không vượt qua được kỳ thi tuyển sinh. Anh nhận được tin nhắn từ Mio nói rằng cô đã vượt qua bài kiểm tra nguyện vọng một của cô. Đến lúc tốt nghiệp, mọi người đều nói lời tạm biệt với nhau. Komiya tặng Eita món quà của mình. Sau đó, anh nói với cô rằng anh rất vui khi cô nói cô thích anh nhưng anh vẫn không thể hẹn hò với cô bởi vì anh thích người khác rồi. Sau khi rời đi, cô ấy khóc trong phòng của câu lạc bộ. Ở cuối tập, Eita gặp Mio ở trường đại học, anh thổ lộ tình cảm với cô và cô cũng đáp lại tình cảm đó. |                      |                                                   |                           |

### Tiểu thuyết
Một cuốn tiểu thuyết được chuyển thể từ anime được xuất bản trong tạp chí Da Vinci của Kadokawa bắt đầu từ tháng 10 năm 2017 (phát hành vào ngày 6 tháng 9). Chương đầu tiên nói về đoạn mở đầu của cốt truyện anime. Kobayashi Atsushi vẽ minh họa cho bộ truyện. Phiên bản tiếng Việt của tiểu thuyết này do IPM phát hành và Hy Lương biên dịch.
| # | Phát hành chính ngữ  | Phát hành chính ngữ | Phát hành tiếng Việt | Phát hành tiếng Việt                                                                                           |
| # | Ngày phát hành       | ISBN                | Ngày phát hành       | ISBN |
| - | -------------------- | ------------------- | -------------------- | --- |
| 1 | 25 tháng 11 năm 2017 | 978-4-04-893384-1   | 15 tháng 11 năm 2020 | [[Đặc_biệt:Nguồn_sách/978-604-55-6945-0\|978-604-55-6945-0]] calling template requires template_name parameter |

### Manga web
Một loạt manga web spin-off do Kamaboko RED vẽ minh họa được cập nhật hàng ngày tại tài khoản Twitter chính thức của anime. Mỗi chương dài hai trang.